# Râul Urlui
Râul Urlui este un curs de apă, afluent al râului Călmățui. 